# Société psychanalytique de Vienne
La Société psychanalytique de Vienne (en allemand : Wiener psychoanalytische Vereinigung est créée autour de Sigmund Freud en 1908, à la suite de la Société psychologique du Mercredi (1902-1908). Après une interruption de ses activités en lien avec la situation politico-historique de l'Autriche nazie en 1938, elle rouvre en 1946. La société est membre de l'Association psychanalytique internationale et de la Fédération européenne de psychanalyse, dont elle a accueilli le premier congrès en 1993.

## Histoire

### Les débuts: la Société psychologique du mercredi
À partir de 1902, les membres de la Société psychologique du mercredi se réunissent dans le cabinet de consultation de Freud, au 19 Berggasse. Outre Freud, elle comprend Alfred Adler, Wilhelm Stekel, Rudolf Reitler et Max Kahane. Au cours des premières années, après la présentation d’une conférence, chaque membre du groupe est appelé à tour de rôle et obligé de parler lorsque son nom était tiré d’une urne grecque. En février 1908, les membres du groupe demandent un changement concernant la conduite des séances. Le tirage au sort est alors supprimé et, avec lui, l'obligation de prendre la parole. En 1907, deux membres, Isidor Sagder et Fritz Wittels, s'opposent à la participation de femmes médecins aux soirées du mercredi.
En 1908, Freud dissout cette société, et fonde la Société psychanalytique de Vienne, dont Alfred Adler devient le premier président.

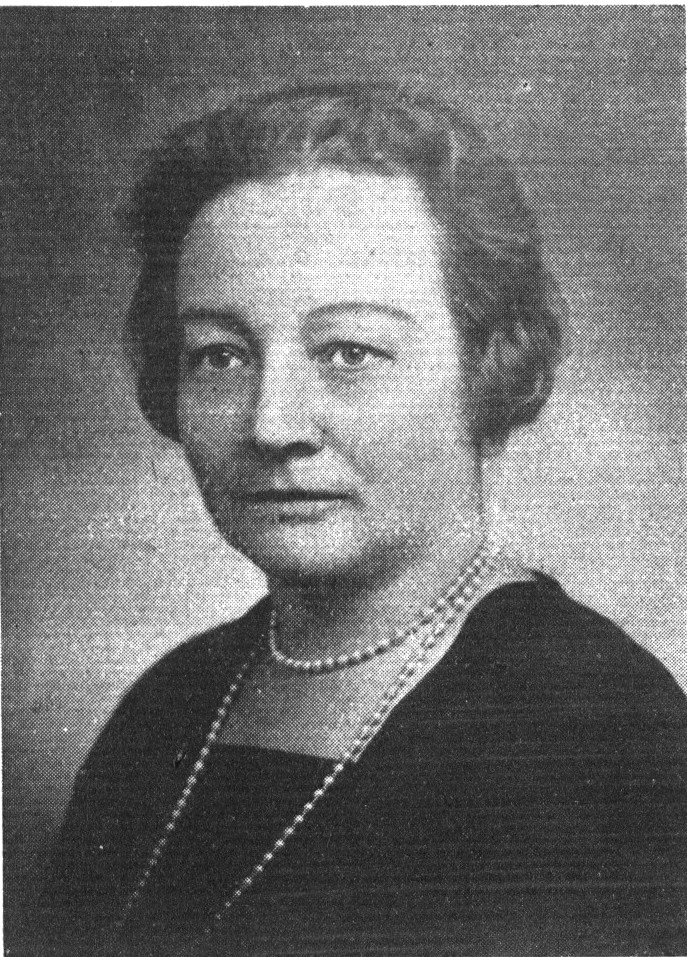
La psychologue Louise von Karpinska est l'une des premières femmes invitées à la SPV

La Société psychanalytique de Vienne adhère en 1910 à l'Association psychanalytique internationale, avec le statut de groupe régional. Dès 1910, les réunions se tiennent au 19 Rothenturmstrasse puis, à partir de 1911, au Quai Franz Josef. La société s'ouvre un peu aux femmes. Lorsque Paul Federn propose en 1910 que Margarete Hilferding adhère à la société, Isidor Sagder demande simplement que la date de l'élection soit retardée, et Hilferding est élue. Auparavant, Louise von Karpinska (pl) est invitée à assister à plusieurs réunions, et Freud cite l'un de ses articles dès 1914.
Alfred Adler quitte la société en 1911, suivi par Margarete Hilferding, c'est la première crise que connaît la société. Freud remplace Adler à la présidence, et c'est essentiellement autour de lui que sont gérées les orientations théoriques, les négociations, les admissions et les exclusions.
En 1914, la société compte 34 membres, trente et un hommes et trois femmes, seule l'une de ces dernières participe alors aux travaux, Hermine Hug-Hellmuth, docteure en physique, pionnière de l'analyse des enfants. Sabina Spielrein et Tatiana Rosenthal, toutes les deux médecins russes, formées à Zurich, ne résident pas à Vienne. Lou Andreas-Salomé, quant à elle, participe aux activités de la société en 1912-1913, mais ne devient membre qu'en 1922.
La Première Guerre mondiale ralentit les activités de la Société. Pendant la guerre, Victor Tausk bien que mobilisé, revient à Vienne pour participer aux réunions et y faire, sur un thème d’actualité, une conférence intitulée « Sur la psychanalyse des expériences de guerre ». Il fera paraître une publication : « Considérations diagnostiques concernant la symptomatologie de ce qu’on appelle les psychoses de guerre » dans laquelle il présente une pathologie qu’il a identifiée : la « paranoïa cum melancolia ».
Après-guerre, de nouvelles adhésions apportent un renouveau à la société. Alors que la plupart des membres masculins avant-guerre sont Viennois et médecins, onze femmes viennent de Vienne, treize de l'empire austro-hongrois, et pour, dix-neuf d'entre elles, d'autres pays, États-Unis et Russie notamment. Ces femmes appartiennent à la « bourgeoisie libérale », un quart sont filles d'universitaires ou d'enseignants, neuf viennent de familles liées au commerce, cinq de familles de propriétaires terriens ou grands industriels, enfin trois ont un père employé ou militaire. Près de la moitié de ces membres féminins sont diplômées en médecine de l'université de Vienne, qui accepte les étudiantes à partir de 1900 et sont spécialisées en psychiatrie ou en pédiatrie, cinq ont un doctorat d'une autre discipline, les autres femmes analystes sont enseignantes, assistantes sociales, certaines ne sont pas allées à l'université ou n'ont pas achevé leur cycle d'études. Seules trois femmes membres de la SPV ont découvert la psychanalyse au travers des conférences de Freud à l'université, Margarete Hilferding, Helene Deutsch et Hermine Hugh-Hellmuth, les autres ont choisi de faire des analyses avec Freud, c'est le cas de onze d'entre elles, ou avec Anna Freud, pour quatre analystes.
En 1921, la société compte 32 membres, dont cinq femmes : Helene Deutsch, médecin et militante socialiste d'origine polonaise, se spécialise dans la psychologie féminine, elle dirige l'institut pédagogique de Vienne de 1924 à 1934, lorsqu'elle s'exile aux États-Unis. Elle est alors remplacée par Anna Freud. Celle-ci, après la mort d'Hermine Hug-Hellmuth, devient la principale théoricienne de l'analyse d'enfants à Vienne. Beata Rank-Minzer est acceptée comme membre en 1923, en présentant une contribution sur le rôle de la femme dans le développement de la société humaine.

### L'établissement
En 1929, la société compte 55 membres, 16 d'entre eux sont des femmes. L'augmentation significative du nombre des femmes psychanalystes, est présente généralement au sein du mouvement psychanalytique international, alors que de nouveaux groupes naissent, mais aussi dans les autres professions, grâce aux progrès de l'éducation des jeunes filles, mais aussi du fait de l'absence des hommes liée à la Première Guerre mondiale.
À la première générations d'analystes autrichiens, comme Otto Rank, Paul Federn, Eduard Hitschmann, se joignent également Carl Gustav Jung qui adhère en 1908, et des psychanalystes de la deuxième génération tels que Richard Sterba, Editha Sterba (de), Wilhelm Reich, Felix Deutsch, Otto Fenichel, Willi Hoffer, Siegfried Bernfeld.
La société développe ses activités, outre les réunions et les séminaires, elle crée un centre de consultations dirigé par Eduard Hitschmann et Wilhem Reich. L'Internationaler Psychoanalytischer Verlag (de), la plus importante maison d'édition psychanalytique de l'époque, est créé en 1919.

### Les menaces des années 1930 et la dissolution de la société
Dès 1933 de nombreux analystes allemands fuyant le nazisme sont venus s'installer à Vienne et augmenter le nombre d'adhérents. Le changement de régime politique en Autriche, dès les années 1933-1934, les menaces qui pèsent sur un nombre croissant d'institutions culturelle, scientifiques et pédagogiques provoquent à leur tour l'exil d'un certain nombre des psychanalystes viennois, c'est le cas pour Felix et Hélène Deutsch, dont le fils est engagé dans un mouvement de résistance, Siegfried Bernfeld qui gagne la France, puis s'installe en Californie, Hanns Sachs qui s'exile à Boston en 1932. Anny Katan, ancienne camarade d'études d'Anna Freud s'exile aux Pays-Bas, puis s'installe à Cleveland. Edith Banfield Jackson (en) regagne les États-Unis dont elle est originaire. Lili Roubiczek-Peller (de) et son mari, le médecin socialiste Sigismund Peller (1890-1985), émigrent d'abord en Palestine, puis aux États-Unis en 1940, Edith Buxbaum, professeure d'histoire de formation, de sensibilité socialiste, quitte l'Autriche après avoir été arrêtée en 1934 et s'installe aux États-Unis où elle participe à la fondation de la société psychanalytique de Seattle. Freud était déjà malade et se faisait représenter par Anna Freud et par ses proches, Jeanne Lampl-de Groot ou Marie Bonaparte.
Dès 1935, le sort des psychanalystes en Allemagne avait suscité l'inquiétude de l'Association psychanalytique internationale. En 1938, les psychanalystes autrichiens voient à leur tour leur situation évoluer de façon dramatique après l'Anschluss. Le psychanalyste britannique Ernest Jones, président de l'Association psychanalytique internationale, indique qu'« une réunion du comité directeur de la Société de Vienne s'était tenue le 13 mars et il y avait été décidé que, dans la mesure du possible, chacun devrait fuir le pays ; le siège de la Société serait transféré dans la ville où Freud s'installerait. ».
L'American Psychoanalytic Association crée le 13 mars 1938 un comité spécifique, L'Emergency Committee on Relief and Immigration, dirigé par Lawrence Kubie. Le 19 mars, celui-ci fait état dans un courrier de la présence d'Ernest Jones à Vienne, pour convaincre Freud de quitter le pays. Il indique dans ce même courrier que plus aucun Juif n'est autorisé à quitter l'Autriche.
Le document sur « La dernière séance — 20 mars 1938 », « bien qu'il sorte du cadre chronologique des Minutes», est reproduit à la fin du tome IV de la traduction française des Minutes de Vienne, « à cause de son importance ».
Anna Freud est brièvement arrêtée par la Gestapo le 22 mars 1938 et, bien qu'elle soit relâchée le soir même, cet événement décide Freud à quitter Vienne pour s'installer à Londres, ce qu'il fait le 4 juin 1938. La Société psychanalytique viennoise est dissoute le 1er septembre 1938, l'Internationaler Psychoanalytischer Verlag est également dissoute, tandis que ses biens, notamment les livres qu'elle édite, sont confisqués par le pouvoir nazi.

### Le rétablissement de la société en 1946
Grâce aux efforts d'August Aichhorn, un petit groupe de psychanalystes a pu maintenir une présence en Autriche, permettant à la Société psychanalytique de reprendre ses activités dès 1946. Anna Freud refuse l'invitation qui lui est faite de l'inaugurer, mais, à la demande d'Aichhorn, écrit une lettre d'encouragement destinée à être lue à cette occasion. L'Ambulatorium, clinique psychanalytique de la Société, ne reprend, quant à elle, ses activités qu'en 1999.

## Activités contemporaines
Installée au 11, Gonzagagasse, et membre de l'Association psychanalytique internationale, ses installations comprennent le Lehrinstitut (l'institut d'enseignement et de formation psychanalytique), l'Ambulatorium (établissement thérapeutique pour enfants et adultes), la Wiener Psychoanalytische Akademie (Académie psychanalytique de Vienne), une bibliothèque et les archives en lien avec son histoire et l'histoire de la psychanalyse.
La société est agréée comme organisme de formation et forme des psychanalystes, organise des colloques et des journées d'étude et publie le Bulletin der Wiener Psychoanalytischen Vereinigung. Elle accueille la première réunion de la Fédération européenne de psychanalyse, en avril 1993.
Le titre professionnel légalement reconnu en Autriche est celui de psychothérapeute avec la mention complémentaire de « psychanalyse-psychothérapie psychanalytique ».

## Membres connus
- Alfred Adler
- Lou Andreas-Salomé
- Siegfried Bernfeld
- Helene Deutsch
- Felix Deutsch
- Paul Federn
- Otto Fenichel
- Anna Freud
- Sigmund Freud
- Margarete Hilferding
- Eduard Hitschmann
- Willi Hoffer
- Hermine Hug-Hellmuth
- Max Kahane
- Louise von Karpinska
- Jeanne Lampl-de Groot
- Beata Rank-Minzer
- Otto Rank
- Wilhelm Reich
- Rudolf Reitler
- Tatiana Rosenthal
- Isidor Sagder
- Sabina Spielrein
- Wilhelm Stekel
- Editha Sterba (de)
- Richard Sterba
- Victor Tausk
- Fritz Wittels

#### Ouvrages généraux
- Sigmund Freud, Contribution à l'histoire du mouvement psychanalytique (1914) in Œuvres complètes, vol. 12, 1913-1914, Puf, 2005,  (ISBN 2-13052-517-2)
- Ernest Jones, La vie et l'œuvre de Sigmund Freud, t. 2, Puf, coll. « Quadrige », 2006  (ISBN 2-13055-693-0).